# Bûtenfjild
Het Bûtenfjild (taal: Fries) is een natuurgebied in de Nederlandse gemeenten Tietjerksteradeel en Dantumadeel, gelegen tussen de dorpen Giekerk en Veenwouden, ten noorden van het dorp Hardegarijp. Het is 319 hectare groot en bestaat uit een aantal deelgebieden, allen beheerd door It Fryske Gea.

## Historie
Ooit was het Bûtenfjild een uitgestrekt veengebied. In de 15e eeuw werd hier turf gewonnen door de schiere monniken, afkomstig van uithof de Schierstins, behorende bij het klooster Claerkamp in Rinsumageest. Uiteindelijk resteerde een landschap van plassen, poelen, rietvelden en natte hooilanden. In de crisisjaren en tot na de Tweede Wereldoorlog werd het gebied ontgonnen door de N.V. Ontginningsmaatschappij De Drie Provinciën. Onder andere dankzij de toenmalige eigenaren, de heren Ottema en Wiersma, is een groot deel van het natuurgebied gespaard gebleven en heeft nu de status van reservaat. Het deelgebied d'Amelannen is verkregen middels ruilverkaveling. Het deelgebied "Oer de Wiel" is recent teruggebracht in de oorspronkelijke (natte) staat.
Er zijn ook boerderijen in het gebied, o.a. de boerderij waar de latere schrijfster Aukje Wijbenga een groot deel van haar jeugd en leven als boerin doorbracht.

## Overzicht deelgebieden
- Ottema-Wiersma reservaat:

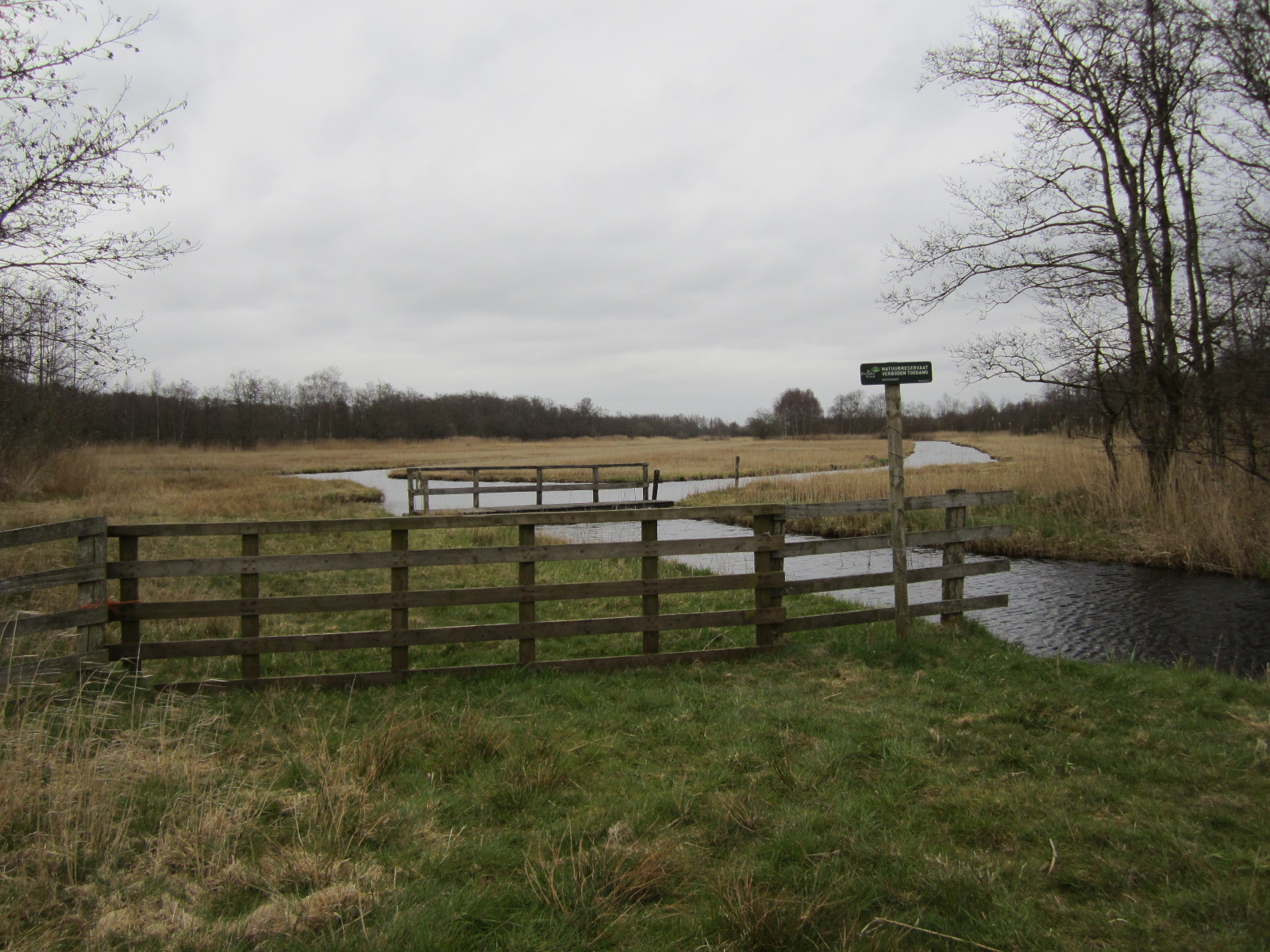

Een laagveengebied bestaande uit door wilgen en elzen omzoomde petgaten, plassen, rietlanden en schrale graslanden. Vernoemd naar de voormalige eigenaren. Het reservaat is niet vrij toegankelijk, alleen in het noordelijke deel is een wandelroute uitgezet. Langs de zuidkant van het reservaat loopt een wandel- en fietspad (koekoekspaad) via d'Ammelannen uiteindelijk naar Veenwouden. Het leidt naar ook het centrale informatiepaneel en het erachter gelegen uitkijkpunt, met onder andere zicht op het eiland Sippen-finnen.
- Sippen-finnen:

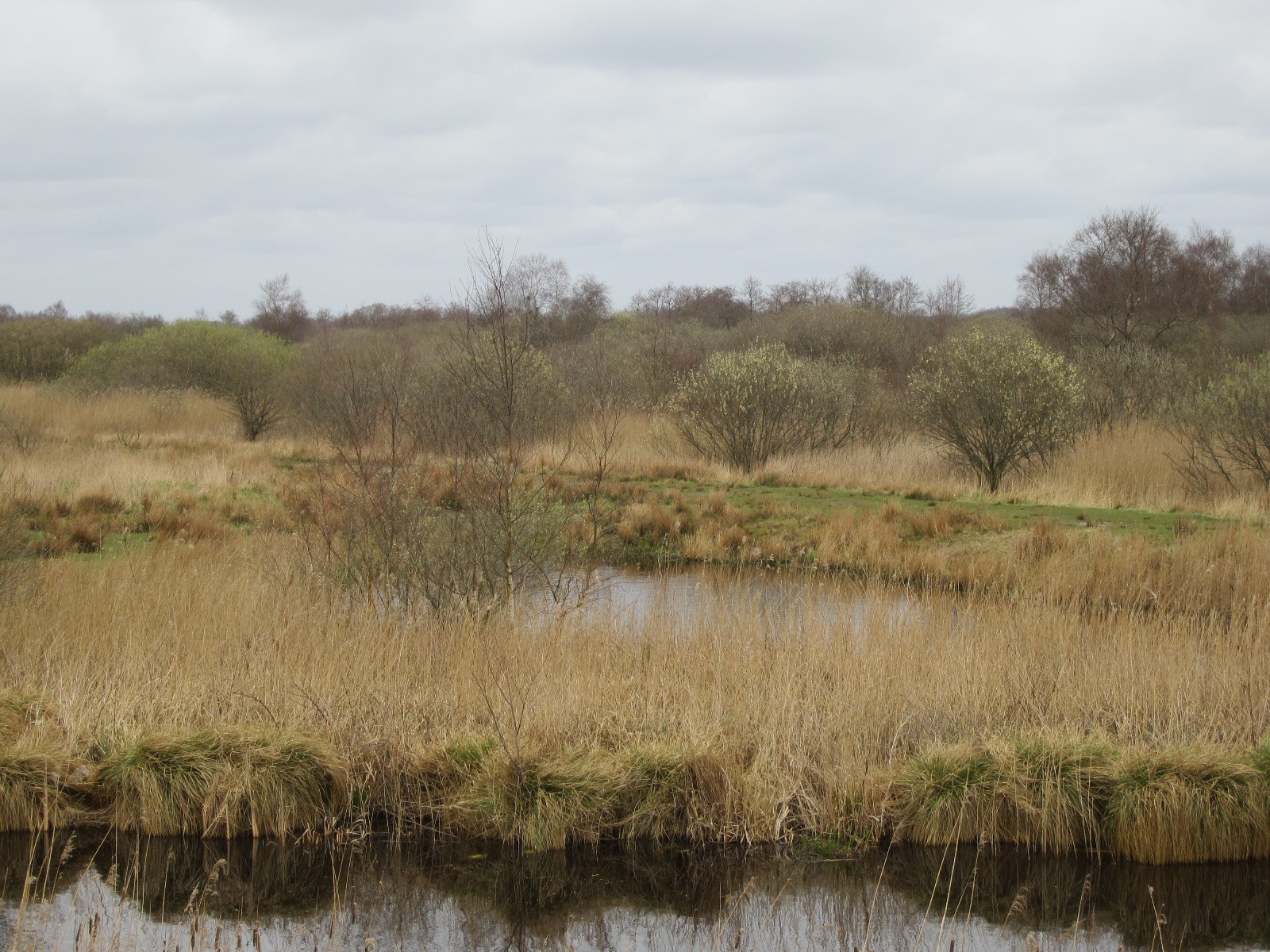

Een eiland van honderd hectare, begraasd door exmoorpony's. Een voormalig hooilandgebied, in de jaren 80 verworven door It Fryske Gea. Ooit bestemd voor zandwinning ten behoeve van de geplande snelweg Leeuwarden - Groningen. Op het eiland is een rondgaande wandelroute uitgezet, echter geen toegang in het broedseizoen (15 maart-1 juli). Het gebied is alleen bereikbaar per boot of voor bevoegden via een draaibrug nabij het informatiepaneel. Daar bevindt zich ook de veekraal om eventueel de pony's in te kunnen drijven voor bijvoorbeeld veterinair onderzoek.
- Bouwepet:

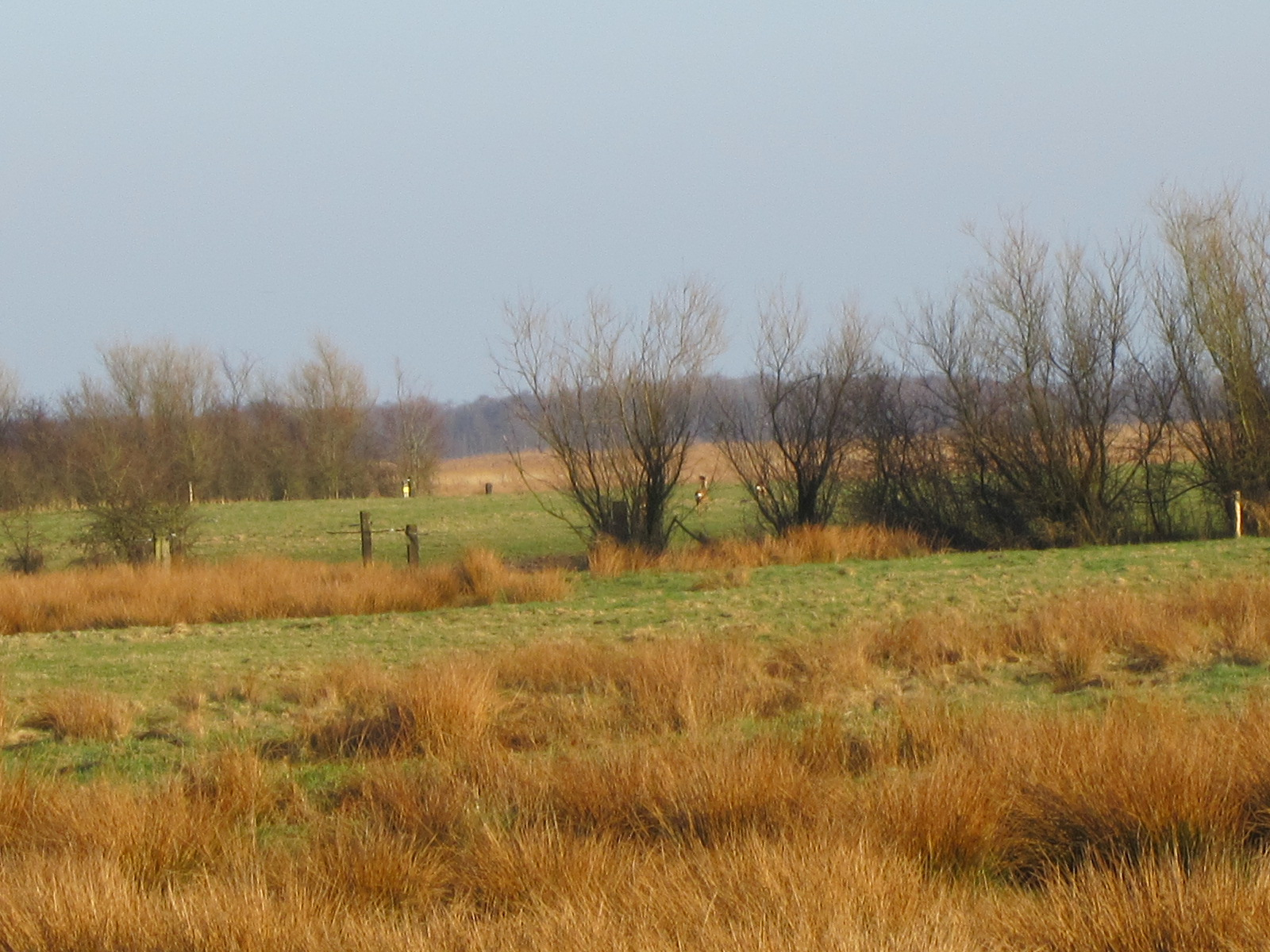

Een ca. 100 hectare groot (hersteld) stroomdal van het gelijknamige riviertje, ontstaan in de voorlaatste ijstijd. Samen met het water van De Rijd vormt het de verbinding tussen het Ottema-Wiersma reservaat en het natuurgebied de Grutte Wielen. In de bodem bevinden zich vele zwerfkeien, destijds meegevoerd door het landijs uit Noorwegen, Zweden en Finland. Bij de noordelijke ingang tot de wandelroute is van deze zwerfstenen een geologisch monument opgericht. Hier bevindt zich ook een kleine parkeerplaats met een informatiepaneel. Een deel van het gebied wordt begraasd door exmoorpony's.
- Oer de Wiel

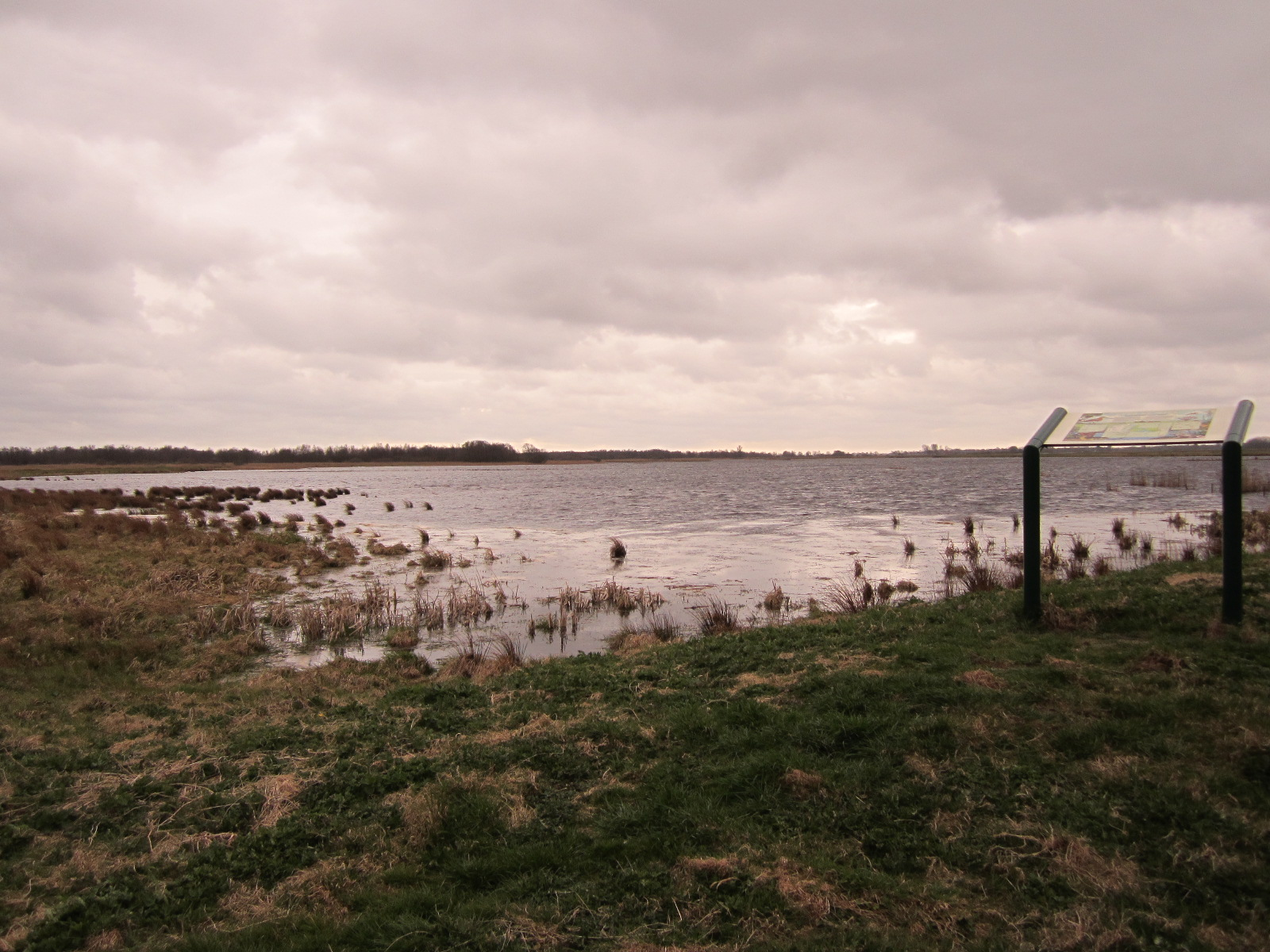

Een 120 hectare grote polder, opnieuw ingericht als nat natuurgebied. Het is onderdeel van het Natuurnetwerk Nederland. Tot 2010 was het gebied in gebruik als landbouwgrond, daarna is het hersteld naar de situatie van voor 1930 door verhoging van het waterpeil. Boeren in de polder zijn sindsdien particulier natuurbeheerder (96 ha.). Gebied is tevens bestemd voor waterberging. Er is een wandelroute cq vissteiger aangelegd, bij de ingang (aan de weg Bûtefjild, ten noorden van het dorp Veenwouden) staat een informatiepaneel.
- d'Amelannen

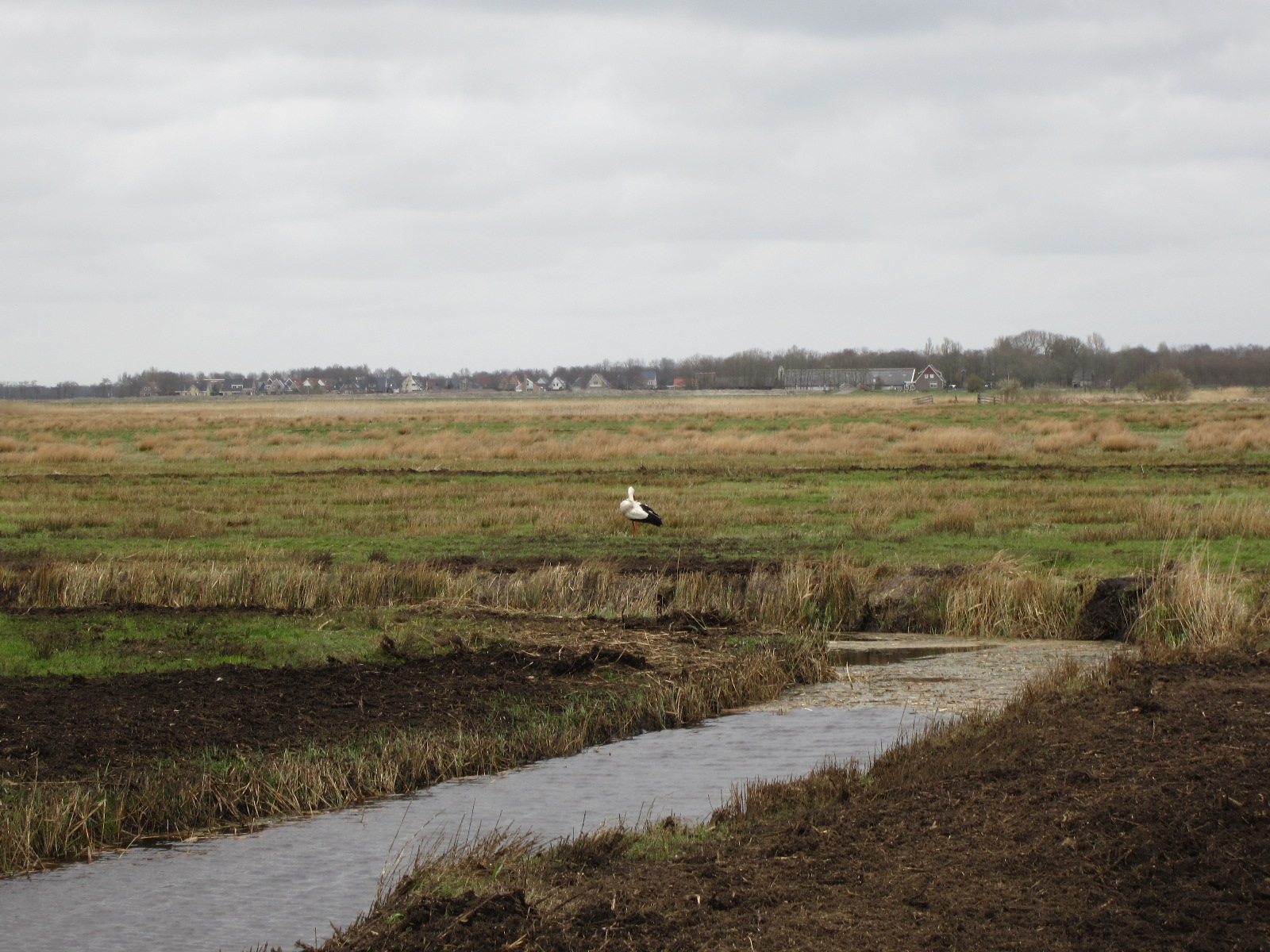

Een weidevogelgebied ten zuiden van de Sippen-finnen, met onder andere zeldzame planten uit de russenfamilie. Het fiets-en wandelpad Koekoekspaad loopt rondom dit terrein.
- Swarte Broek

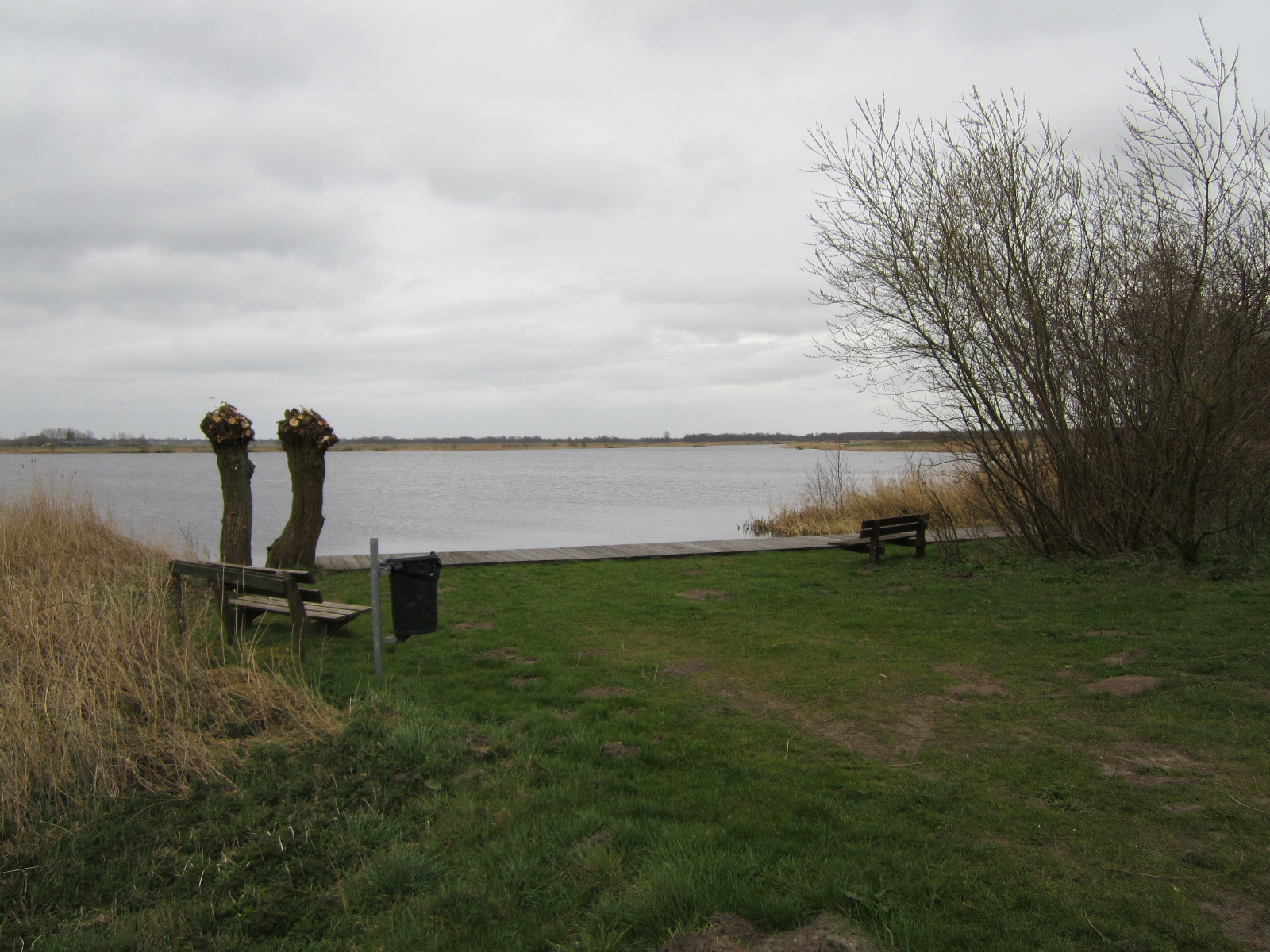

De plas Swarte Broek ligt in het noordelijk deel het Bûtenfjild, ten oosten van het dorp Molenend.
- Japmuoiskolk

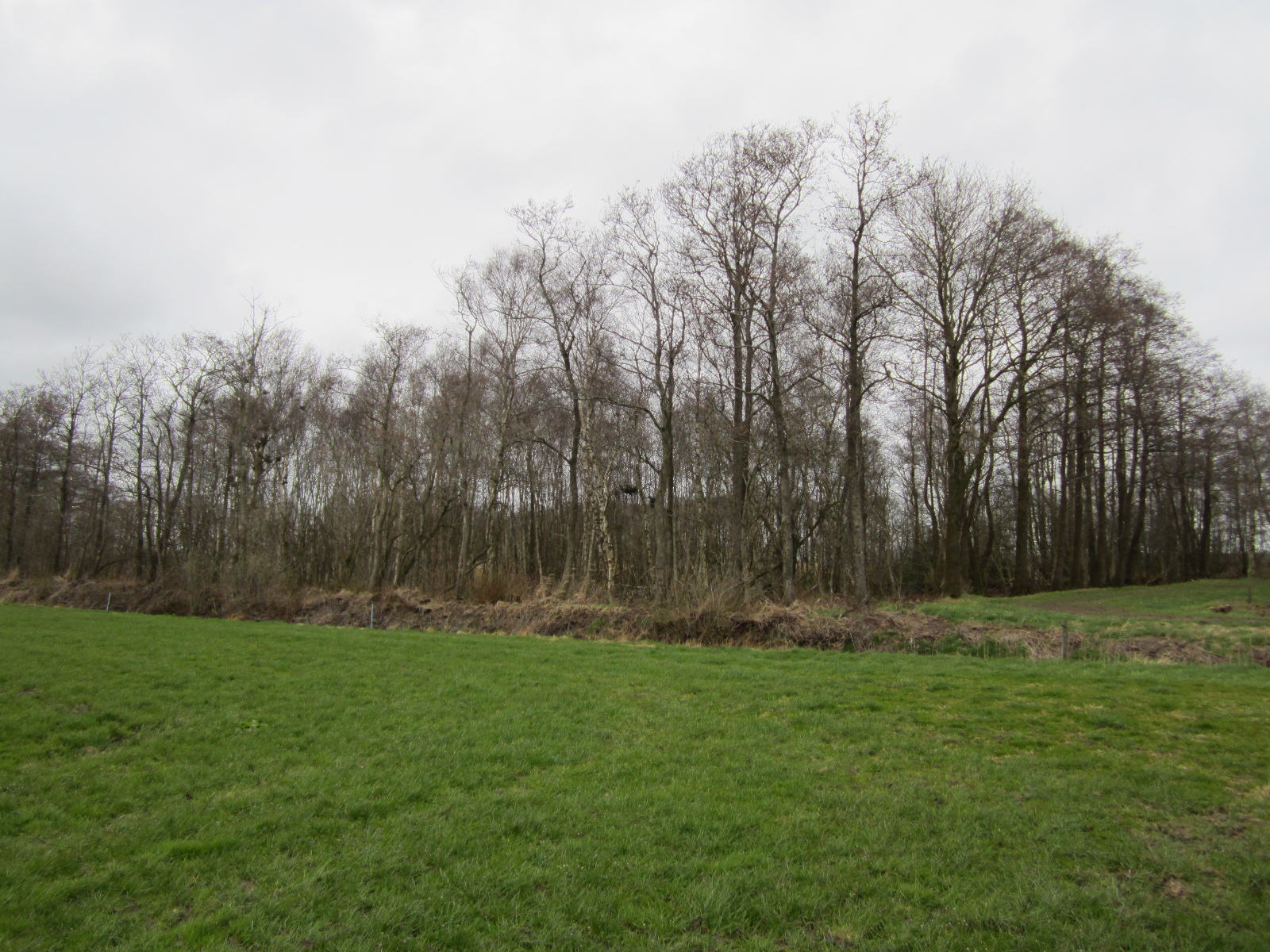

De Japmuoiskolk ligt ten zuiden van het Ottema-Wiersma reservaat en is bereikbaar via een wandelpad vanaf de Ottemaweg. Het bestaat uit een plas, bijna geheel begroeid met riet, omzoomd door elzenbroekbos en natte weilanden.
- Lodde Hel

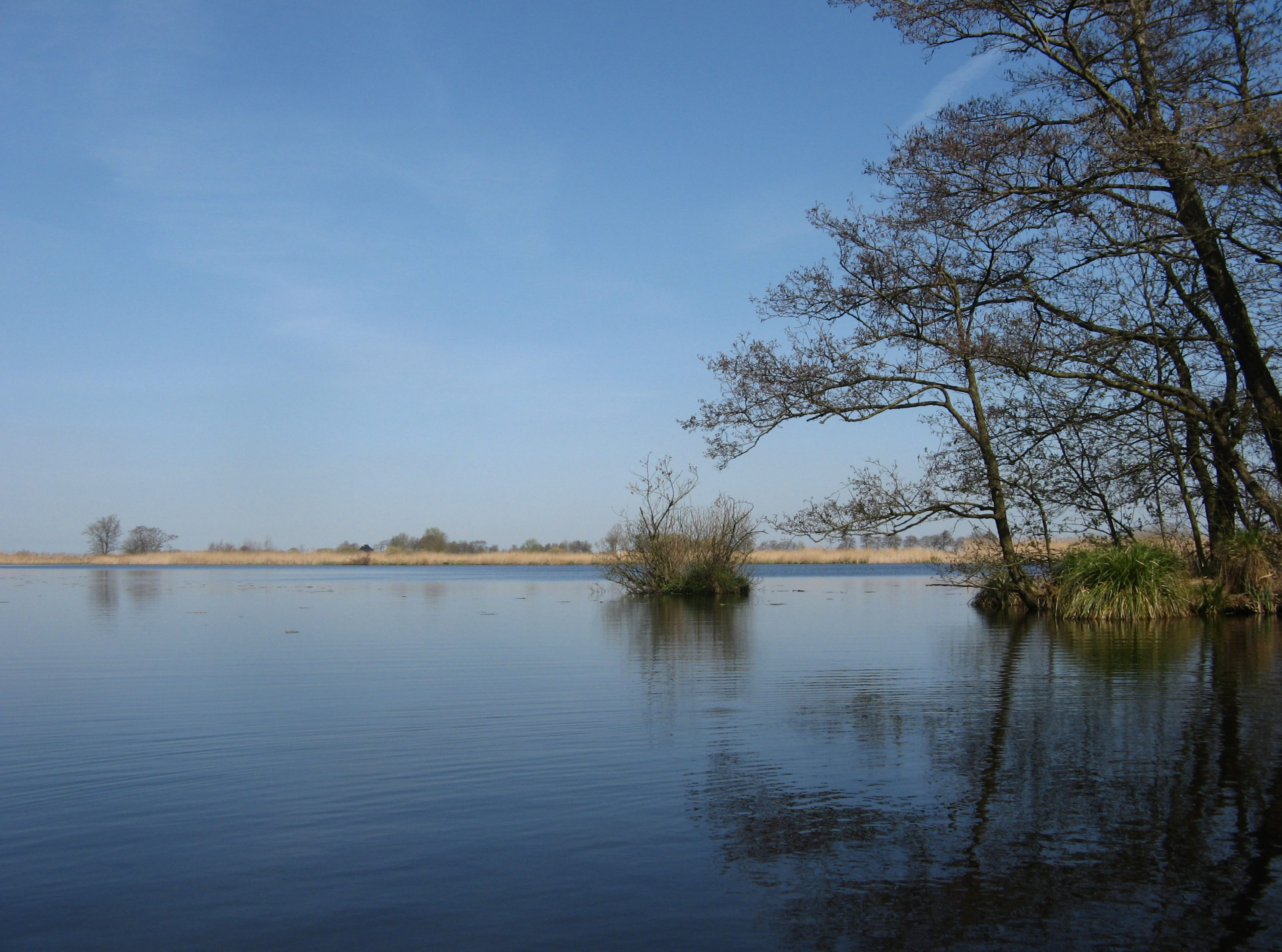

Een meer ten noordoosten van de Sippen-finnen. Tevens de naam van het voormalig gemaal ter plekke.

## Zwerfsteenmonument

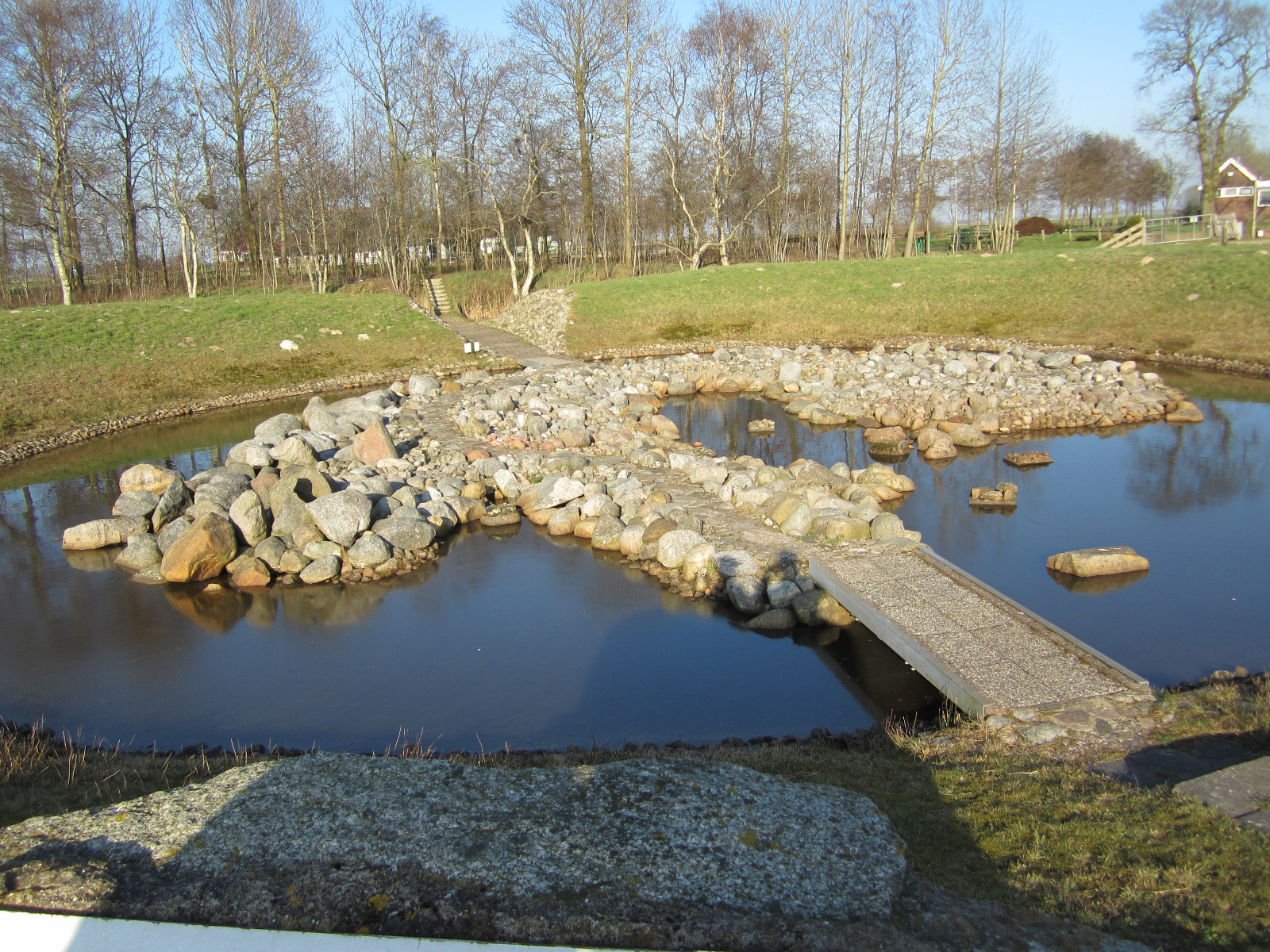

Bij de ingang van de Bouwepet, aan de Halligenweg ten zuiden van het dorp Molenend, is een geologisch monument opgericht.
Het is gemaakt door J.J. Faber en bestaat uit ter plekke gevonden zwerfkeien uit de voorlaatste ijstijd, voorstellende hun oorsprong (de kaart van Scandinavië, zie foto). De tekst op een plaquette bij het monument luidt:
Van Finland, Zweden en daarneven
liggen hier de stenen wijd verspreid.
Door ijsgeweld van daar verdreven
in een lang vervlogen tijd.
Rotsen werden stenen, leem en zand
De keien vormen hier hun moederland.

## Bijzondere flora en fauna
- Flora: moerasviooltje, blauwe knoop, ronde zonnedauw, stomp fonteinkruid, ondergedoken moerasscherm, galigaan, paddenrus, veldrus, draadrus, wilde gagel, spaanse ruiter en diverse zeldzame varens en zeggen.
- Fauna: zilveren maan (zeldzame vlinder), heikikker, buidelmees, paapje, watersnip, wulp, spotvogel, gekraagde roodstaart, wielewaal, bonte specht, sprinkhaanzanger, rietzanger, kleine karekiet, rietgors, roofvogels als sperwer en bruine kiekendief, reeën, vossen en nu ook weer otters.

Aeltsjemar
· De Alde Feanen
· Bakkeveense Duinen
· Bancopolder
· Bekhofschaans
· Bjirmen
· Blauhúster Puollen
· Bocht fan Molkwar
· Botmar
· Bouwepet
· Buismans Einekoai
· Bûtenfjild
· Van Coehoornbosk
· Delleboersterheide
· Diakonieveen
· Dobbe Stienser Aldlân
· Dobben Hurdegarypsterwarren
· Dunegeaster- en Follegeasterpolder
· Dyksfearten
· Eanjumerkolken
· Easterskar
· Einekoai Piaam
· Einekoaien Lytse Geast
· De Fluezen
· Grikelân en Turkije
· Grutte Wielen
· Heide Hulstreed
· De Hon
· Huitebuersterbûtenpolder
· Joodse begraafplaats Tacozijl
· Joodse begraafplaats Noordwolde
· Kapellepôle
· Ketelermar
· Ketliker Skar
· Kobbelân
· Lendebos
· Lindevallei
· Liphústerheide
· Makkumersúdmar
· Makkumerwaarden
· Mandefjild
· Martenastate
· Meulebos
· Meulereed
· Mokkebank
· Mûntsebuorsterpolder
· Noard-Fryslân Bûtendyks
· 't Oerd
· Ottema Wiersma reservaat
· Park Huize Olterterp
· Park Jongemastate
· Peazemerlannen
· Petgatten De Feanhoop
· Polders Koarnwert
· Ringwiel
· Rysterbosk
· De Ryp
· Schaopedobbe
· Séfonsterpolder
· Sippen-finnen
· Skiedingsboskje
· Slachtedyk
· Steile Bank
· Stokersdobbe
· Sudermarpolder
· Syp Set
· Taconisbosk
· Tsjongerwâlen
· Teroelster Sipen
· Unlân fan Jelsma
· Van Asperen einekoaien
· Warkumermar
· Warkumerwaard
· 't West
· Wilhelmina-oard
· Ychtenerfeanpolder